# Yamagishiella
A Yamagishiella a valódi zöldmoszatok törzsének egy nemzetsége, mely a Chlorophyceae osztályba, a Volvocales rendbe és a Volvocaceae családba tartozik.
A Yamagishiella csak izogám ivaros szaporodásában különbözik az Eudorina nemzetségtől, de e két nemzetség (különösen a Y. unicocca és az E. unicocca fajok esetében) vegetatív morfológiája és ivartalan szaporodása megkülönböztethetetlen.